# Щучин (Беларусь)
Щу́чин (бел. Шчу́чын, бел. лат. Ščučyn, пол. Szczuczyn, идиш שטשוטשין‎) — город в Гродненской области Беларуси. Административный центр Щучинского района. Расположен в 57 км восточнее Гродно, в 7 км от железнодорожной станции Рожанка на линии Лида — Гродно.
Численность населения — 15 127 человек (на 1 января 2025).

## Геральдика
Герб и флаг учреждены Указом Президента Республики Беларусь от 17 июля 2006 года № 455 и зарегистрированы в Государственном геральдическом регистре Республики Беларусь 1 августа 2006 года № Б-84 и № Б-85. Одобрены решением Щучинского районного исполнительного комитета от 9 ноября 2005 года № 612.

## История

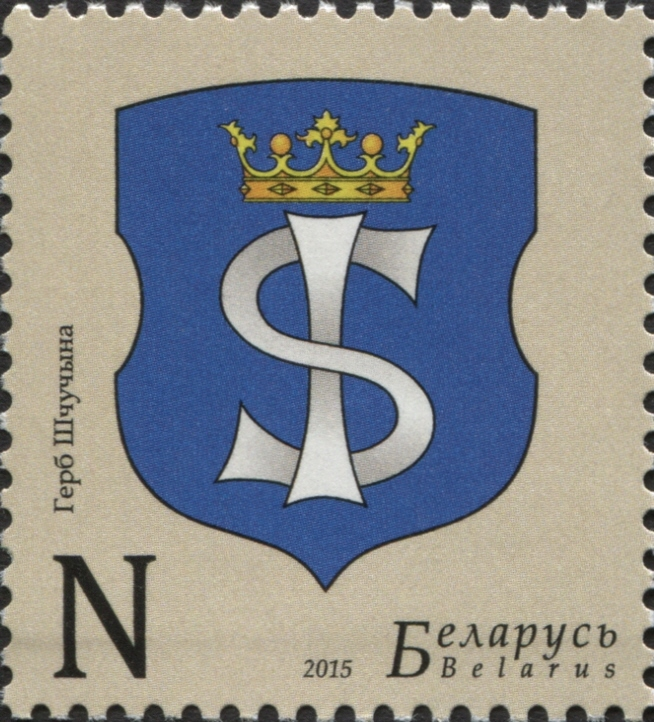

### В составе Великого княжества Литовского
Первое упоминание о Щучине в письменном источнике относится к 1487 году, но принят пока за основу 1537 год, когда Щучин упоминается в книге записей № 21 Литовской метрики, хранящейся в Российском Государственном архиве древних актов (Москва). Документ свидетельствует о том, что мещанин Станислав Ольшанский, проживавший в Щучине, переехал в Мосты, принадлежавшие в тот момент королеве Боне. Из документа вытекает, что Щучин в этот момент превратился в местечко частновладельческого типа.
Владели им попеременно Радзивиллы, затем Сципионы, Друцкие-Любецкие. В XV—XVIII веках Щучин входил в состав Лидского повета Виленского воеводства. Название города происходит от фамилии Щуки. Щучин принадлежал к средним по численности населения местечкам частновладельческого типа. Радзивиллы, которым принадлежал Щучин, главное внимание уделяли развитию сельского хозяйства, ремесла, торговле. В XVIII веке Щучин перешел во владение надворного маршалка Великого княжества Литовского Сципио де Кампо.
Важным событием в истории Щучина XVIII века явилось открытие в нём училища монашеского ордена католической церкви пиаров. Оно было утверждено постановлением сейма от 1726 года. Основателем училища был полоцкий войский Хлебницкий-Юзефович. Щучинская коллегия считалась одной из крупнейших в Беларуси. В 1755 году её ректором был Лука Росицкий, восточные языки преподавал К. Выковский, логику и метафизику — Ю. Кентшинский, ораторское искусство и поэзию — В. Комаровский.
В 1742 году в местечке были основаны конвент сестёр милосердия и шпиталь. Курс обучения в коллегии был рассчитан на 6 лет. За эти годы учащиеся обязаны были усвоить не только сумму знаний по истории религии и богословия, латинский язык, но и обязательно красноречие. В программу были включены и новые дисциплины: математика, физика, история Польши и всеобщая история. Был создан физический кабинет. Со Щучином связана педагогическая и научная деятельность крупных ученых XVIII—XIX веках М. Догеля, М. Нарбута, Станислава Юндзилла, Аниола Довгирда.
Щучин неоднократно повергался разорению. Наибольшее — в годы Северной войны, когда его захватили шведы, а по Щучинской земле прошли полчища шведского короля Карла XII, неся с собою смерть и разорение. Именно в этот момент шведские войска обстреляли Маломожейковскую церковь-крепость.

### В составе Российской империи
После 3-го раздела Речи Посполитой в 1795 году Щучин вошел в состав Российской империи сначала в качестве местечка в Лидском уезде Литовской губернии, затем Лидского уезда Гродненской губернии (с 1801 года). Щучин являлся центром волости. В 1843 году по новому территориально-административному делению Лидский уезд, а следовательно, и Щучинская волость, перешли в Виленскую губернию.
В июле 1812 года Щучинская земля была оккупирована французскими войсками. Жители Щучина были обложены многочисленными налогами и поборами. В местечке французские власти создали магазин, который должен был поставлять 10 000 порций (рожь, овес, горох, сено, солому, мясо, дрова, водку) для французских войск. 29 июля отряд вестфальского войска вторгся в Щучин. Солдаты начали грабить дома, стрелять по жителям, убив 3 и ранив 12 человек. Кроме этого, вестфальцы увели с собой около 60 человек.

### XX век
В период летнего наступления кайзеровских войск в августе 1915 года Щучин был захвачен, ориентировочно в 20-х числах. В течение почти четырёх лет жители местечка подвергались жестокой эксплуатации. Оккупационные власти вывезли оборудование деревообрабатывающего завода Друцкого-Любецкого в Германию. Однако население не покорилось захватчикам. В районе Щучина развернулось партизанское движение. Германское командование вынуждено было создать специальные подразделения для борьбы с партизанами.
31 августа 1962 года городской посёлок Щучин преобразован в город районного подчинения.
20 октября 1995 года административные единицы Щучинский район и город Щучин, имеющие общий административный центр, объединены в одну административную единицу — Щучинский район.

## Население
Численность населения — 15 127 человек (на 1 января 2025 года).

### Динамика
- 2023 год — 15 653 человек (на 1 января 2023 года)[9]
- 2025 год — 15 127 человек (на 1 января 2025 года)[3]

## Транспорт

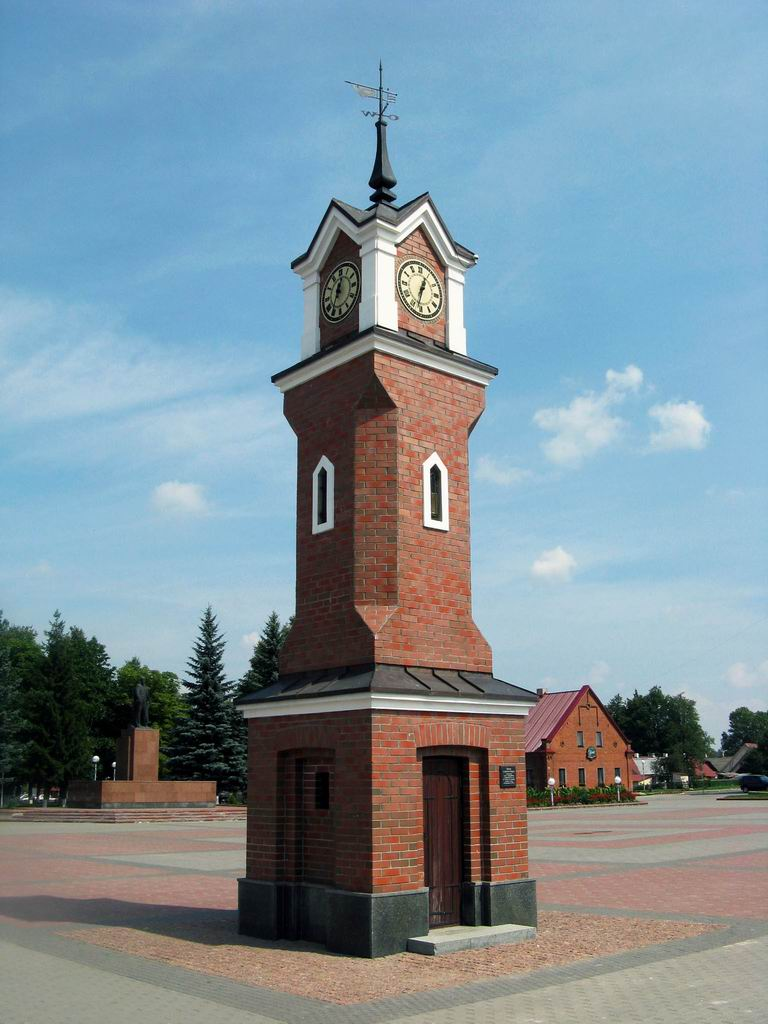
Башня с часами

Грузовые и пассажирские перевозки в городе осуществляют Автомобильный парк № 12 г. Щучин. Общественный транспорт в городе представлен 5 автобусными маршрутами (1 «Резы-Топилишки», 2 «Ленина-Автостанция»,3 «Автостанция-Янчуки»,4 «Автостанция-Кладбище» и 5 "Щучин-Вербилки). Железнодорожное сообщение осуществляется через станцию «Рожанка». В городе имеется частное такси, а также действующий частный аэродром Щучин. Так как город находится вблизи магистрали М-6 через него проходит ряд междугородних, межрегиональных и международных маршрутов.

## Экономика
Большая часть промышленных предприятий района расположена в Щучине:
- ОАО «Щучинский завод «Автопровод» — производит провода и кабели бытового, промышленного и транспортного назначения
- ОАО «Щучинский маслосырзавод» (входит в холдинг «Гродномясомолпром»)
- Щучинское РУП ЖКХ
- ООО «Праймилк» — занимается переработкой молочной сыворотки

## Образование
В городе работает 3 общеобразовательных школы и «Щучинская гимназия». Занятия детей спортом обеспечивает детско-юношеская спортивная школа.
Учреждение образования «Щучинский государственный колледж» (ранее-сельскохозяйственный профессиональный лицей) и общежитие при колледже закрыто с 2023 г.
В городе работает 6 дошкольных учреждений, музыкальная школа, ГУО «Щучинский дворец творчества детей и молодёжи», ГУО «Щучинский районный центр технического творчества»,

## Культура

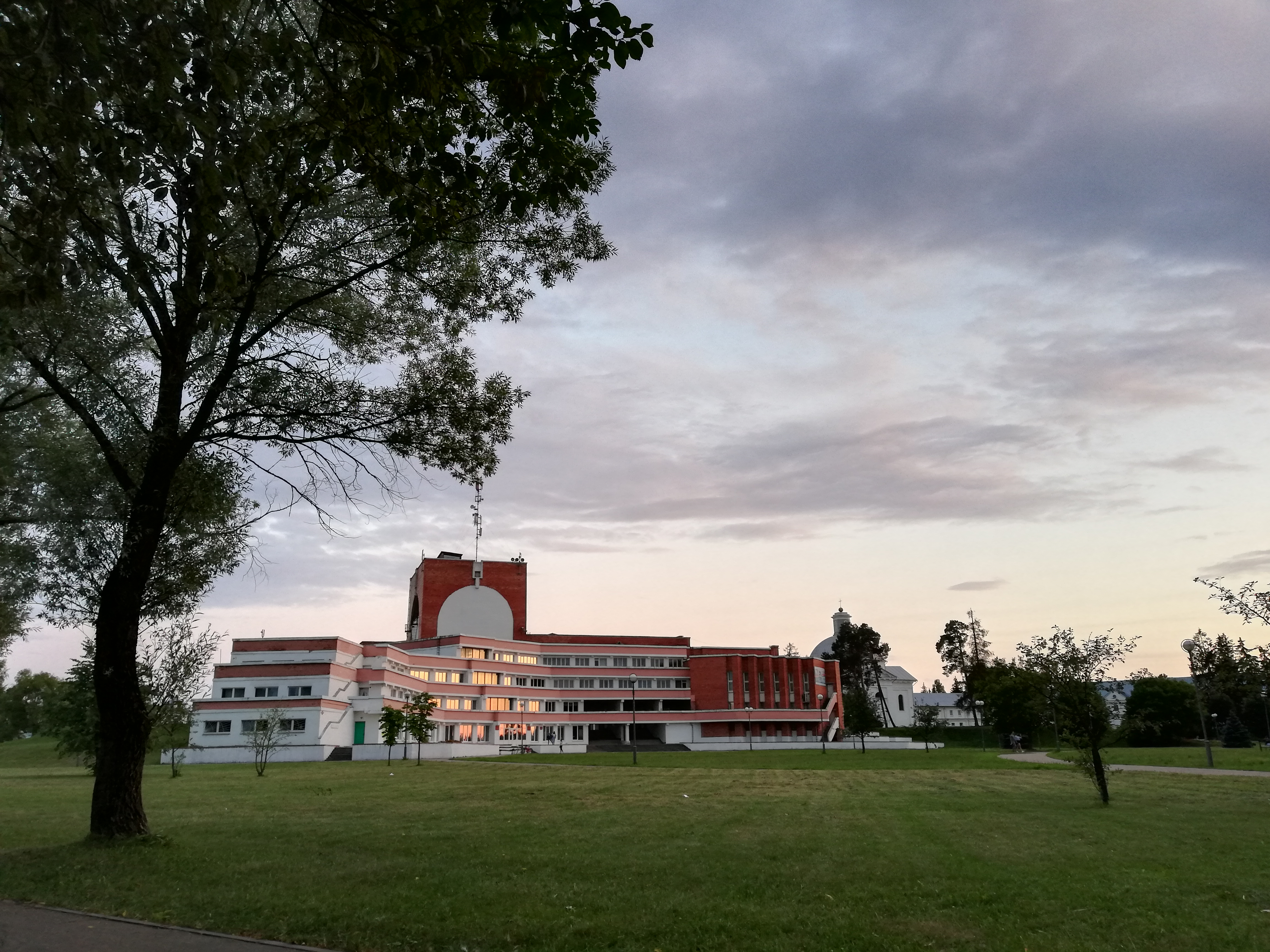
Дом культуры

- Государственное учреждение культуры «Щучинский районный центр культуры и народного творчества»[15]
  - Музей "Эпоха СССР"
  - Музей народных ремёсел
- Музей истории образования Щучинщины (Комплекс бывшего дворца князей Друцких-Любецких)
- Музей боевой славы
- Музей Великой Отечественной войны
- Историко-краеведческий музей
- Музей женщины
- Музейная комната Щучинского районного отдела МЧС

Щучин входит в туристическо-экскурсионный маршрут "Литературные прогулки над Неманом".

## События и мероприятия
- В 2015 году прошёл XXII День белорусской письменности
- 26 августа 2023 года прошли районные "Дажынкi"[16][17]

## Достопримечательность

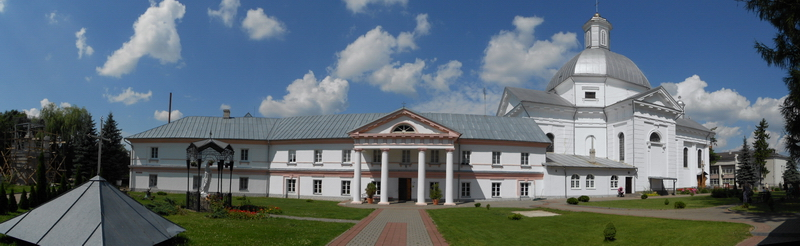
Костёл Св. Терезы и коллегиум ордена пиаров

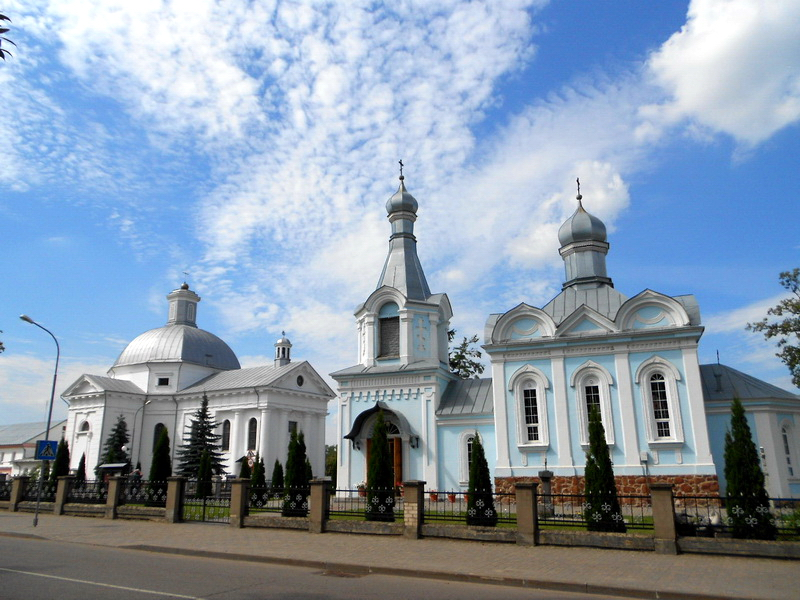
Костёл Св. Терезы и Церковь Св. Архангела Михаила

- Историческая застройка (конец XIX — начало XX вв., фрагменты)[18]
- Эшибот (XIX в.)
- Часовня на католическом кладбище (XIX в.)
- Дворец Друцких-Любецких —  Историко-культурная ценность Республики Беларусь, шифр 412Г000610. (Архитектор — Тадеуш Ростворовский).
- Башня с часами
- Костёл Святой Терезы и коллегиум ордена пиаров (XVIII в., 1826—1829) —  Историко-культурная ценность Республики Беларусь, шифр 412Г000714
- Церковь Святого Архангела Михаила (1863) —  Историко-культурная ценность Республики Беларусь, шифр 413Г000715
- Бывший аэродром

### Памятник, скульптура
- Памятник В. И. Ленину
- Памятник А. Пашкевич
- Памятник-самолёт МиГ-19С
- Памятник-самолёт МиГ-25ПУ
- Памятник солдату
- Памятный знак воинам-интернационалистам
- Боевая машина десанта 2С9 «Нона-С» (15.02.2024). Установлена у памятного знака воинам-интернационалистам
- Обелиск в память о погибших  в годы Великой Отечественной войны (1967 г.)
- Мемориальная доска в память о подвиге Героя Советского Союза Николая Гастелло (2024). Расположена на здании редакции районной газеты “Дзянница” (ул. Н. Гастелло).

### Утраченное наследие
- Синагога (XVII/XVIII вв.)

## Галерея

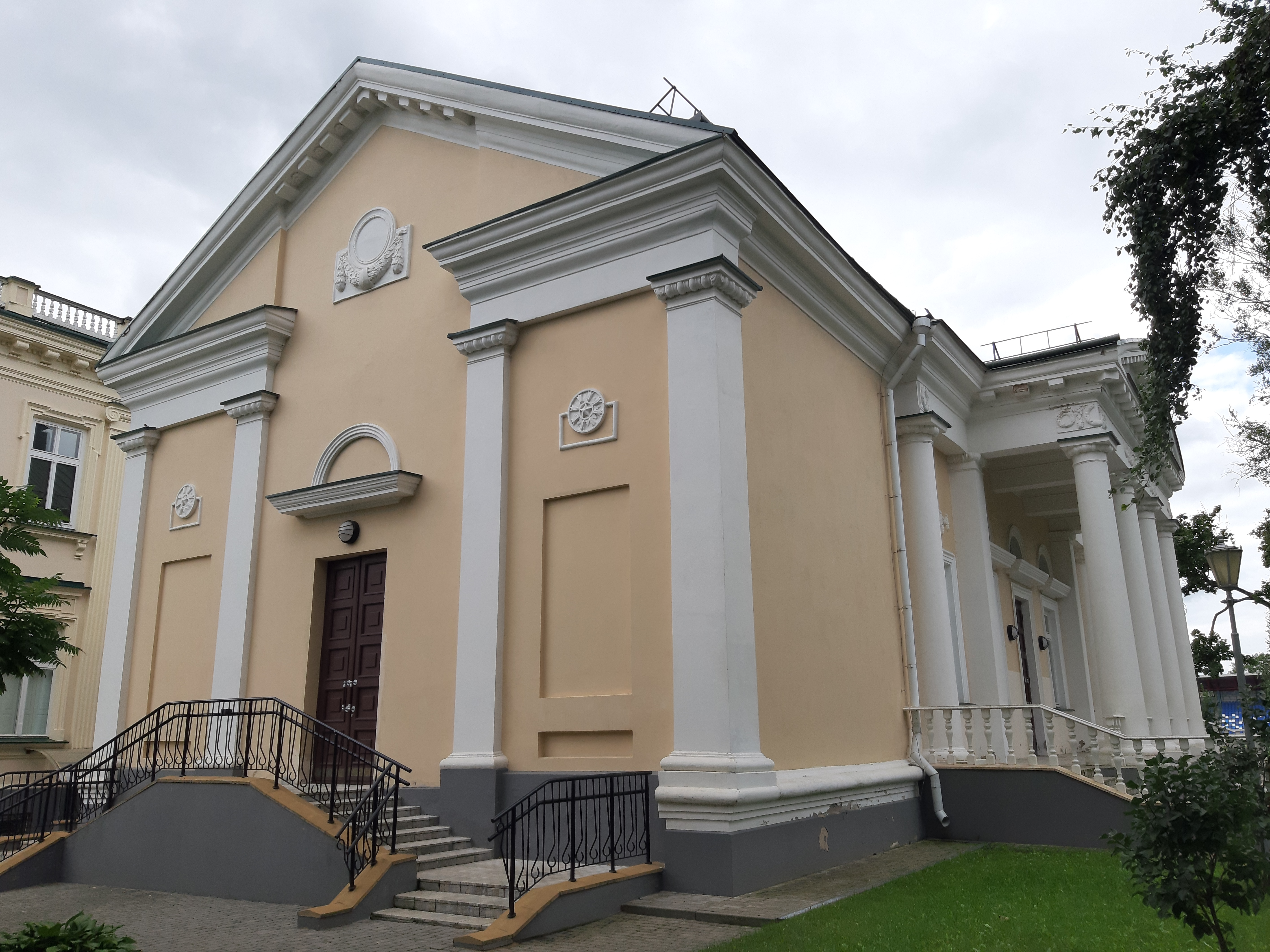
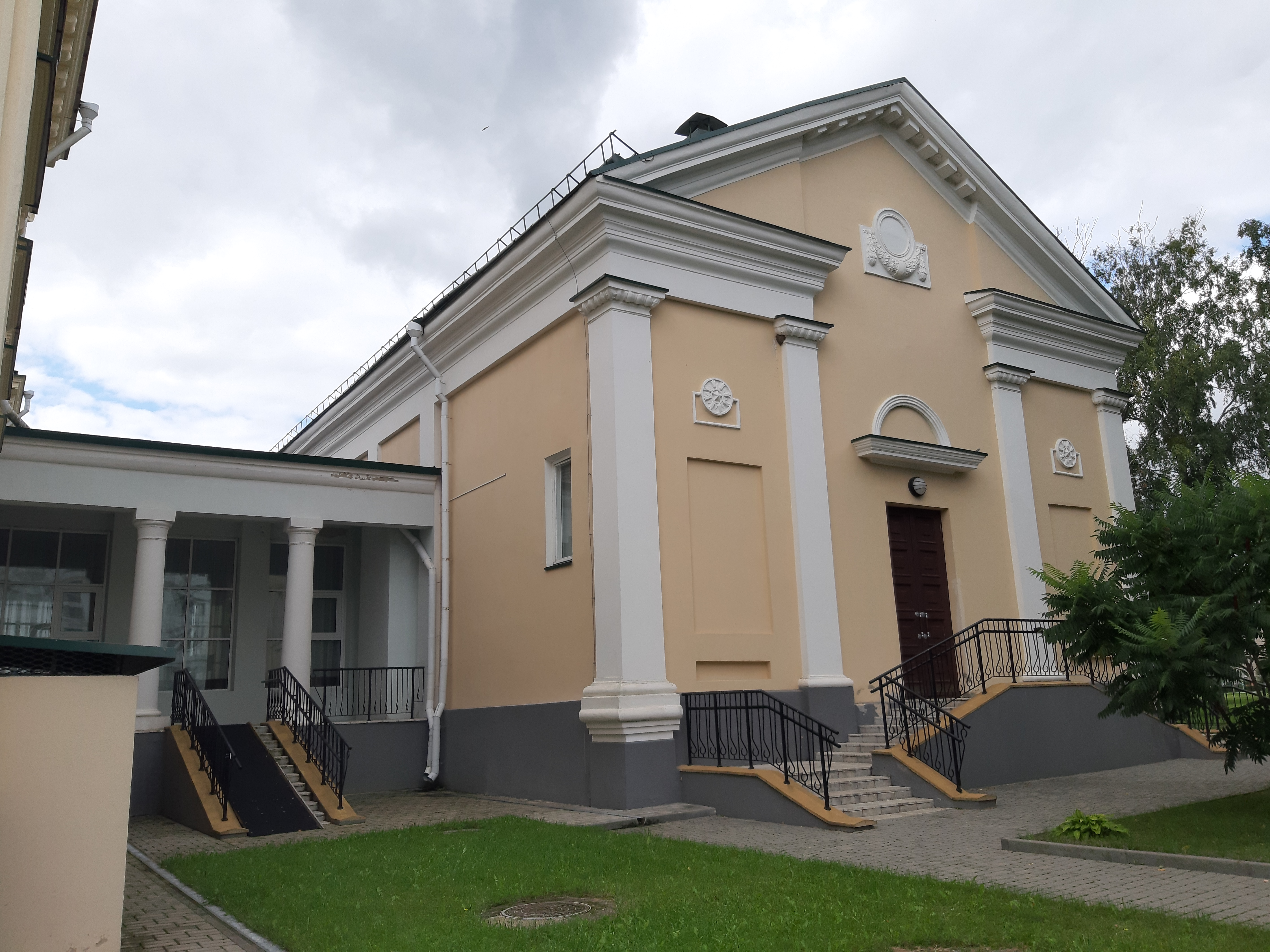
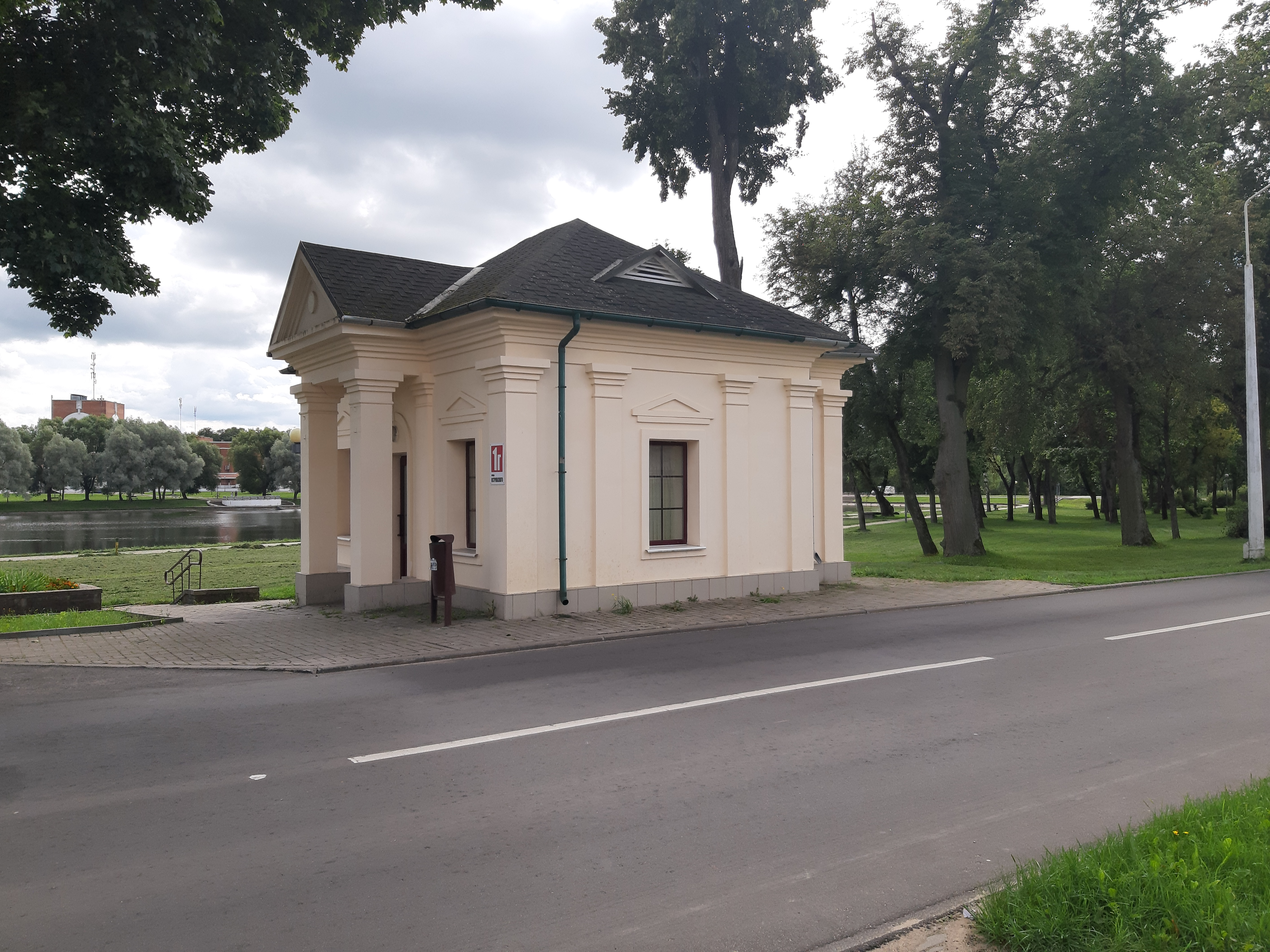
Здание
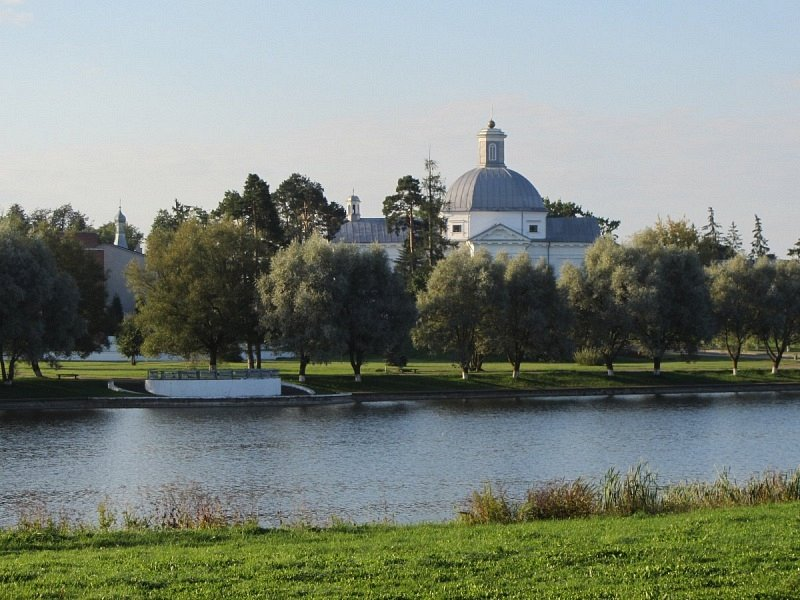
Панорама
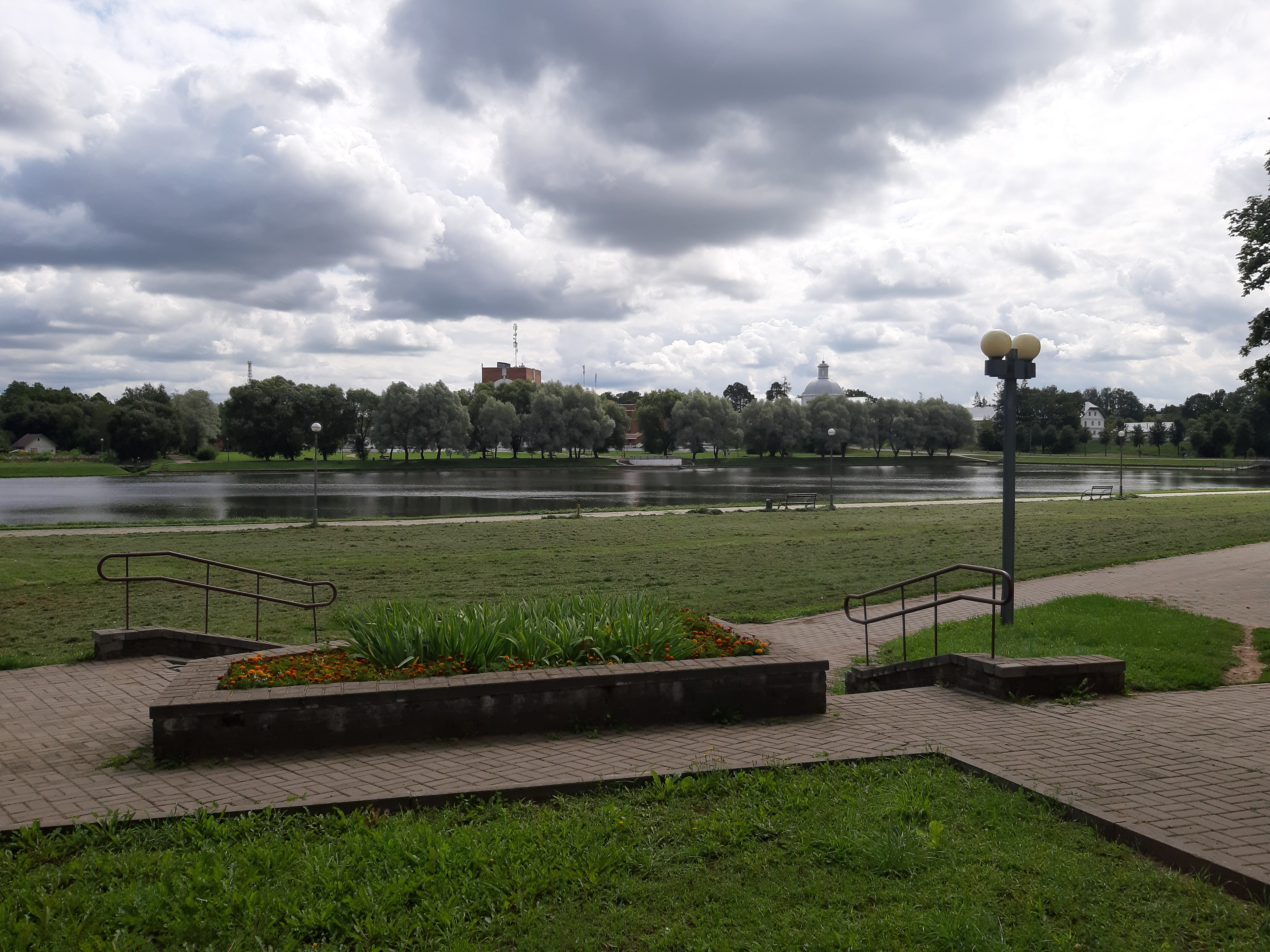
Панорама
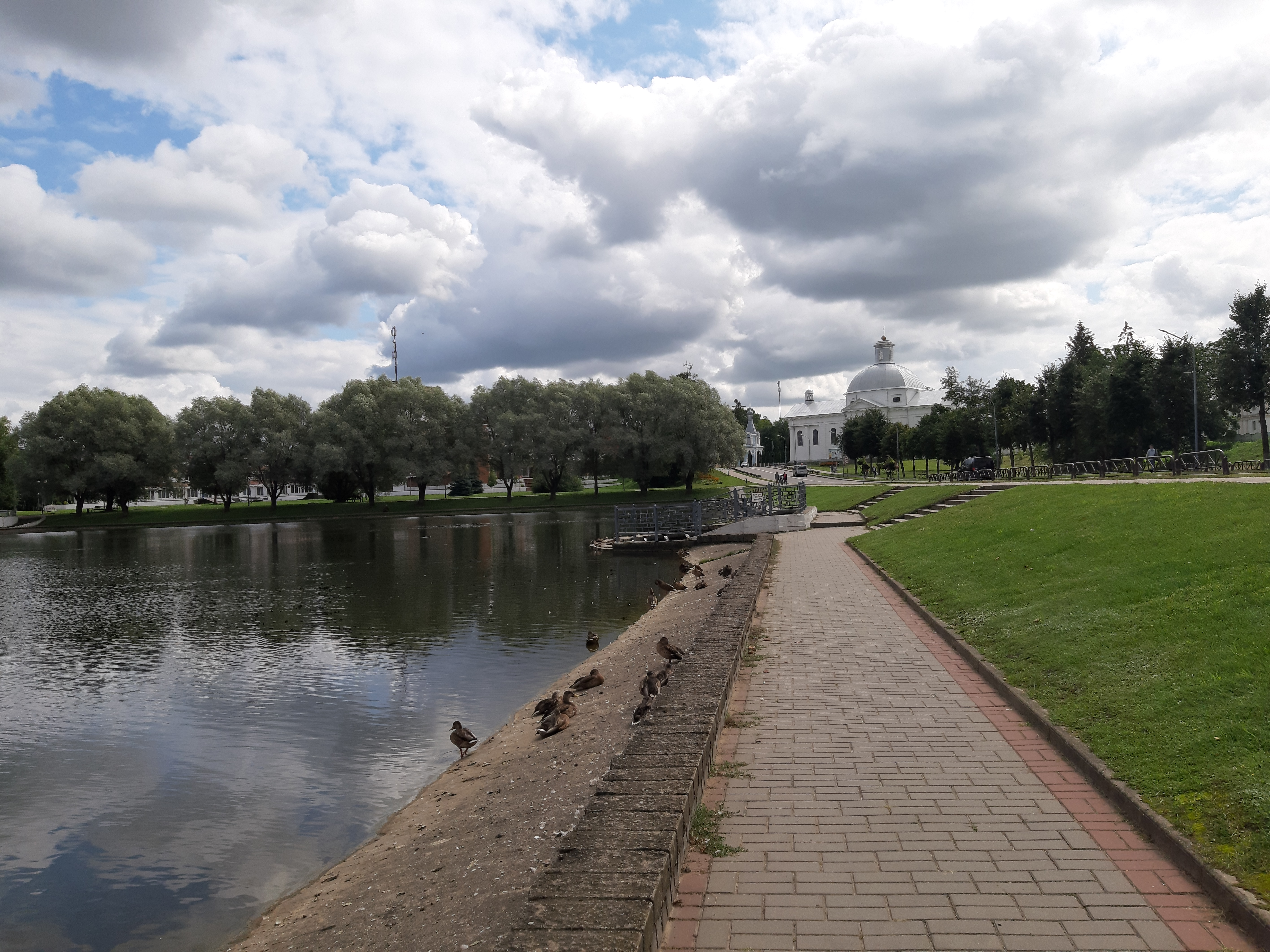
Панорама
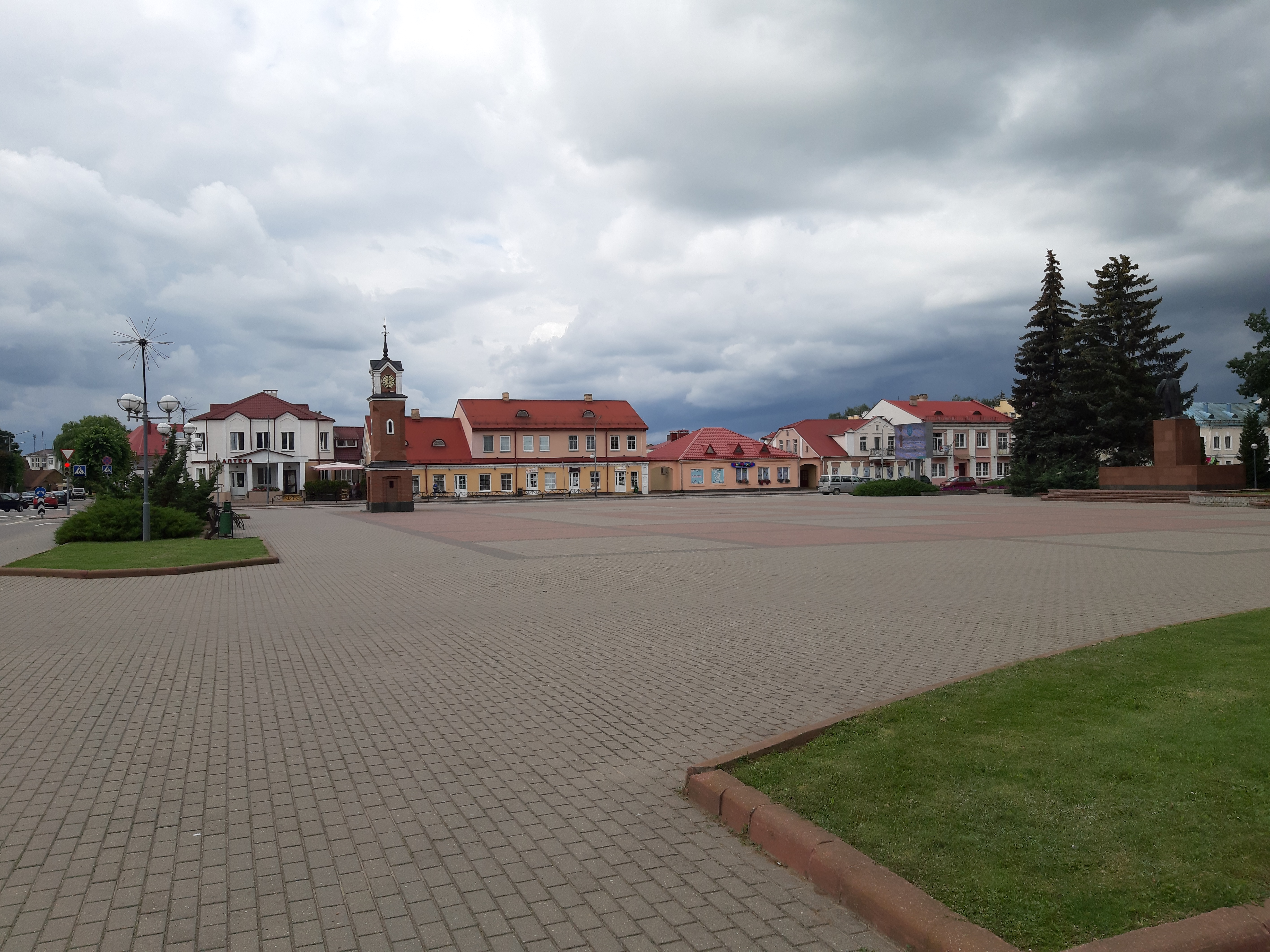
В центре города
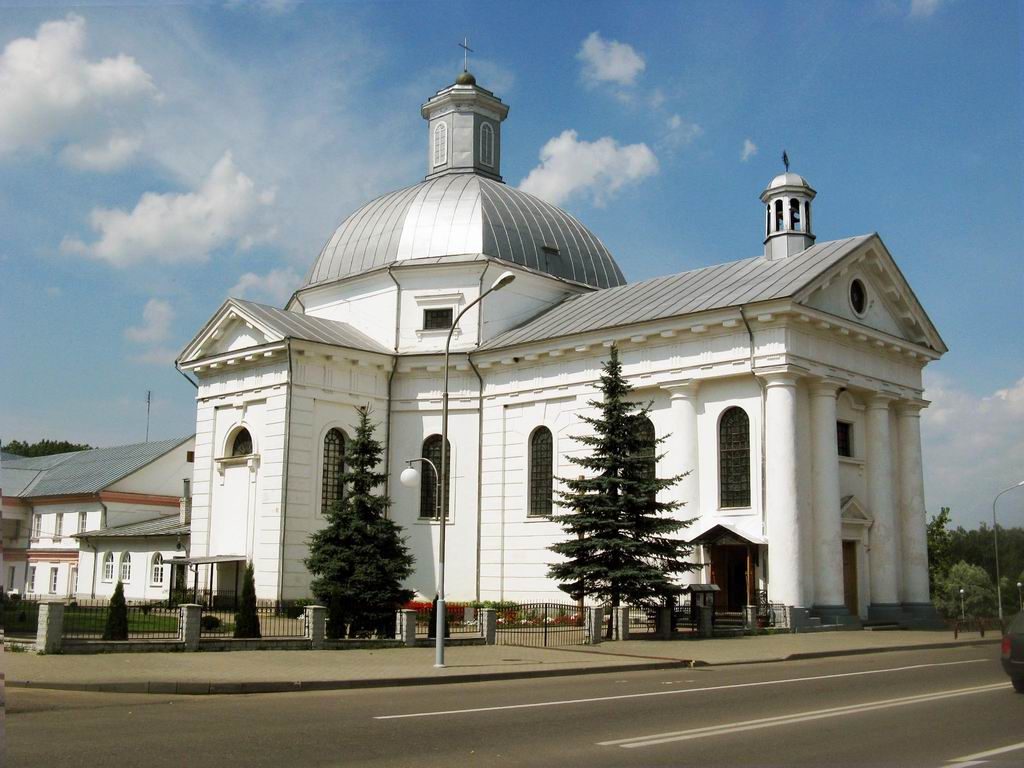
Костёл Святой Терезы
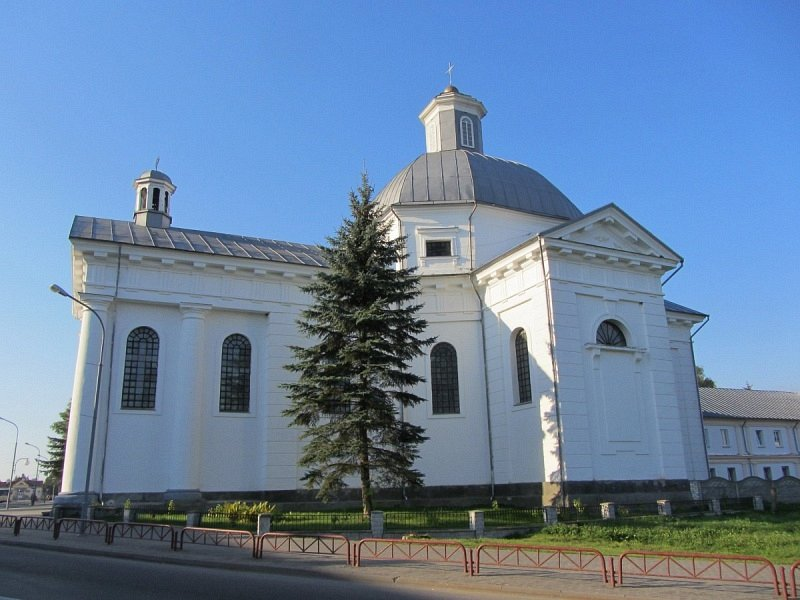
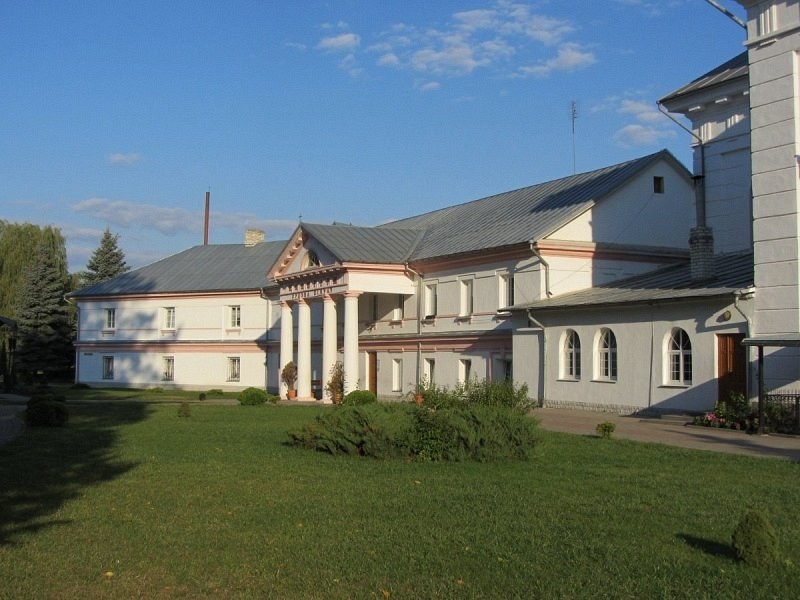
Коллегиум ордена пиаров
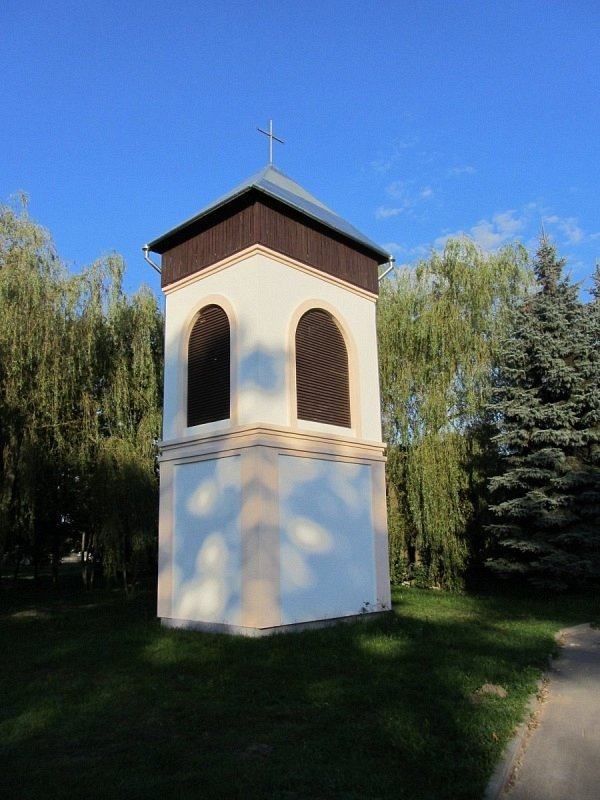
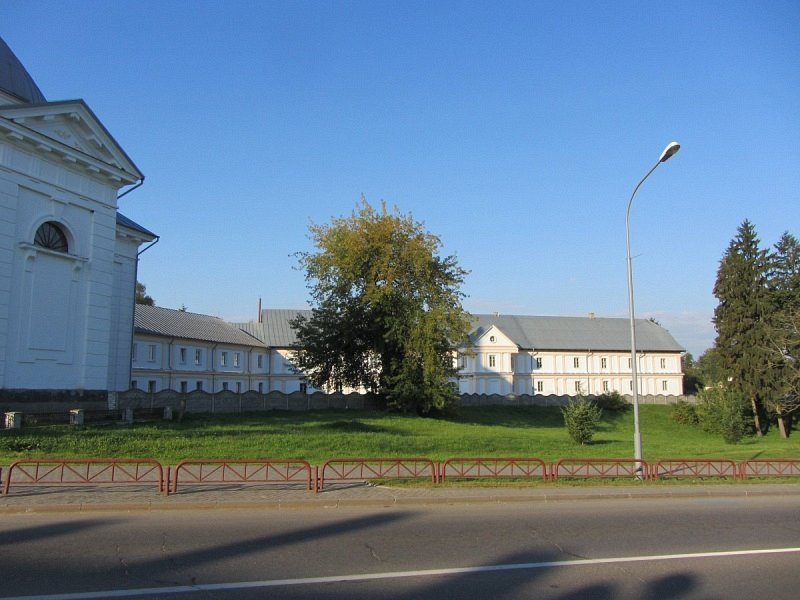
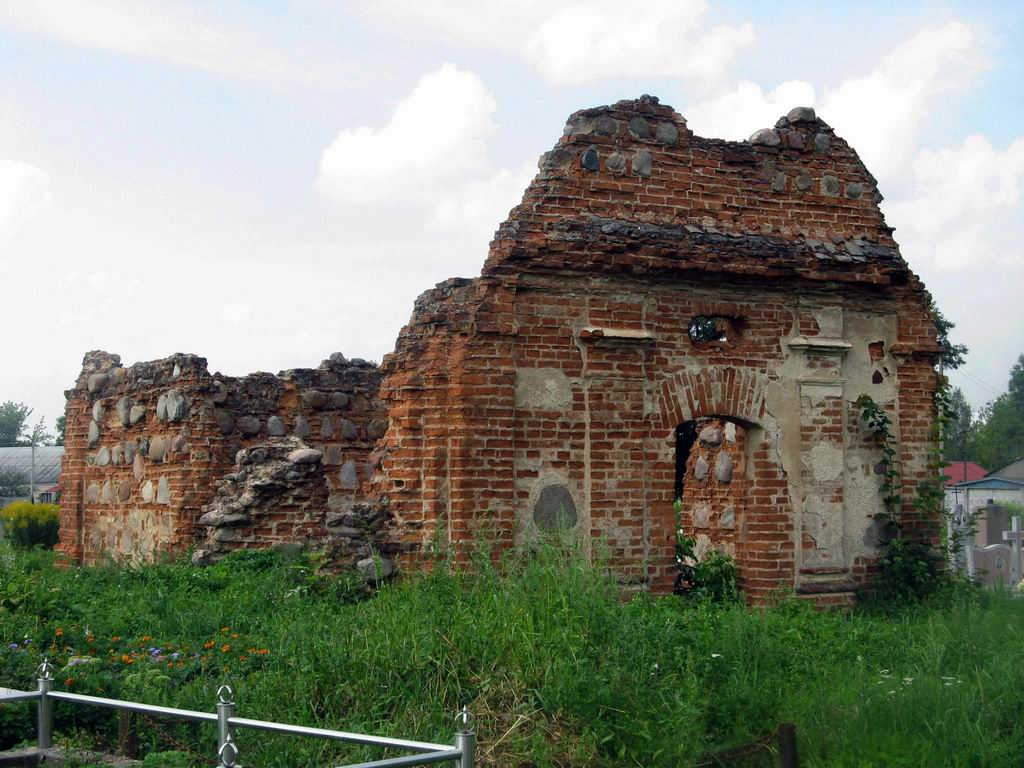
Часовня на католическом кладбище
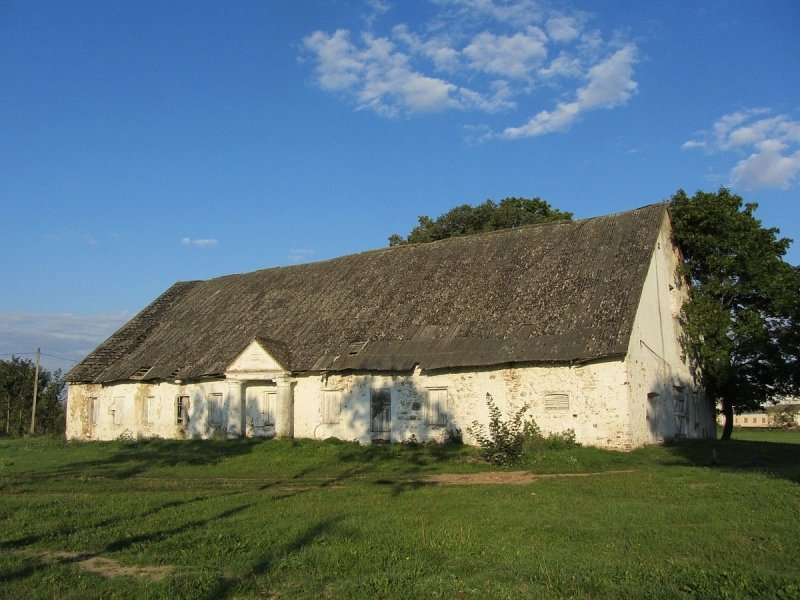
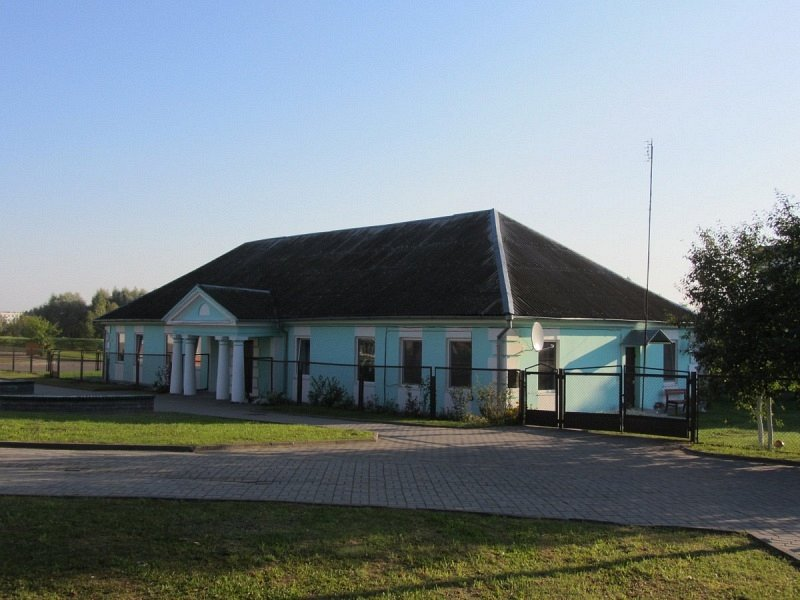
Здание лесничества
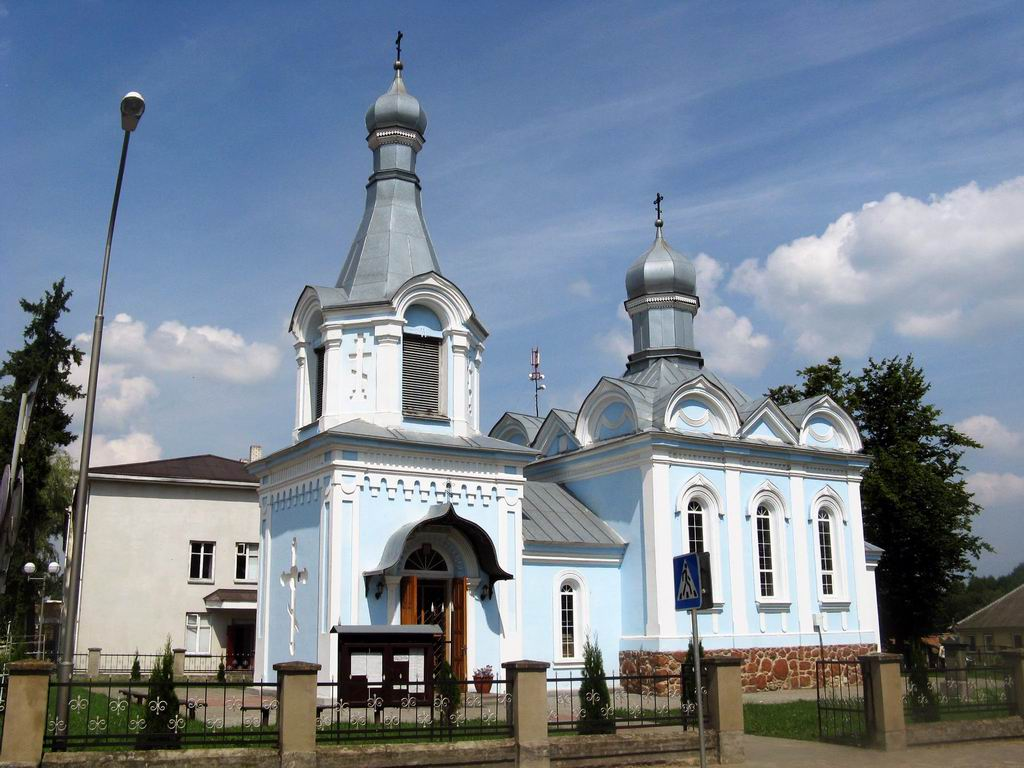
Церковь Михаила Архангела
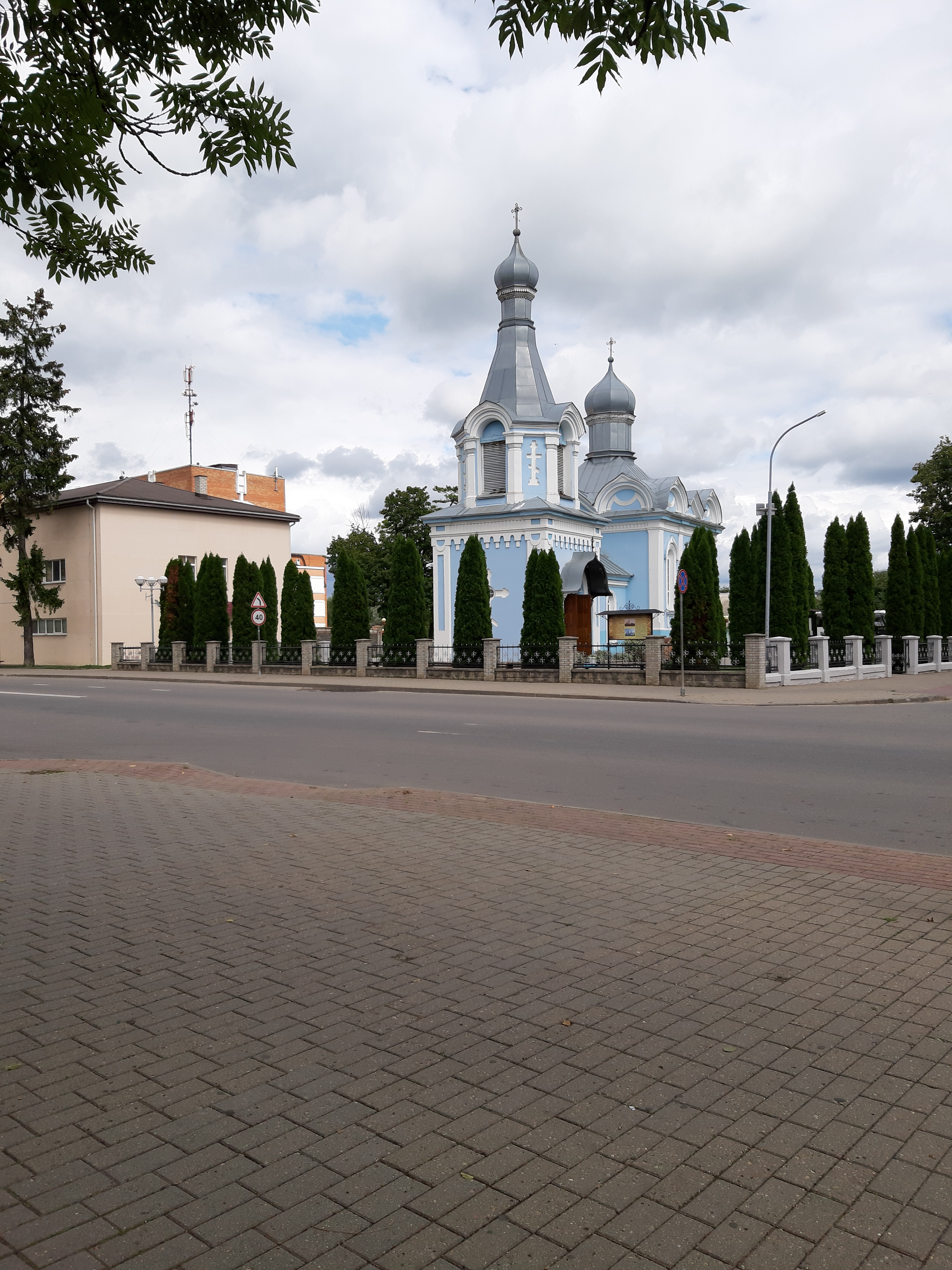
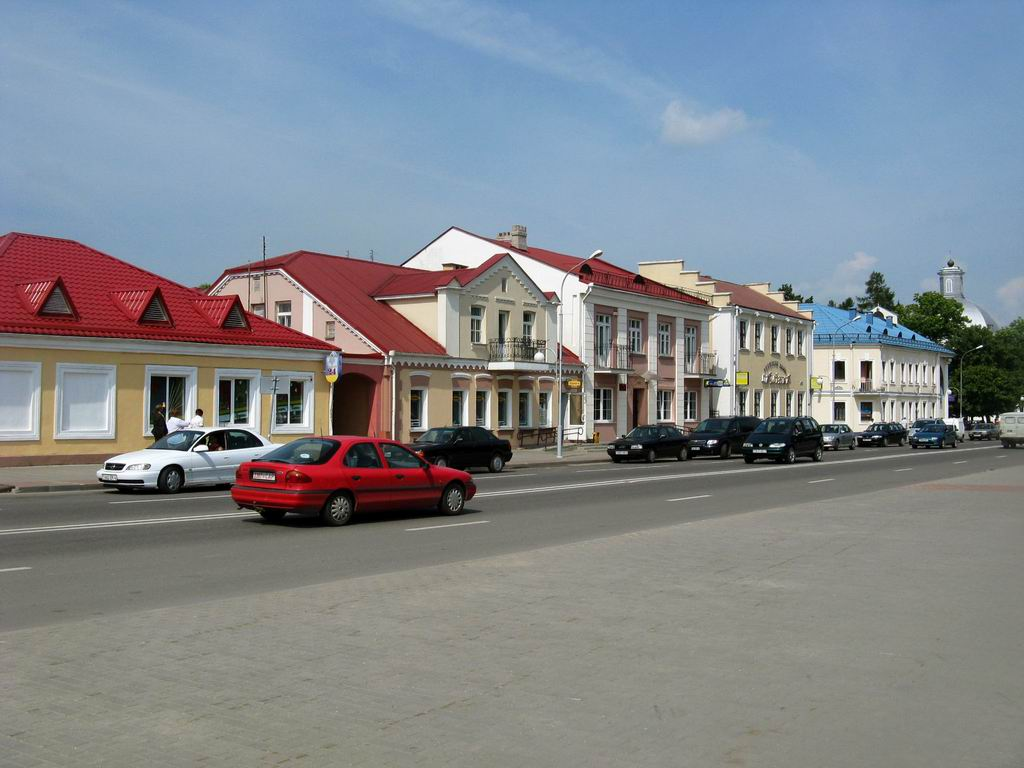
Улицы города
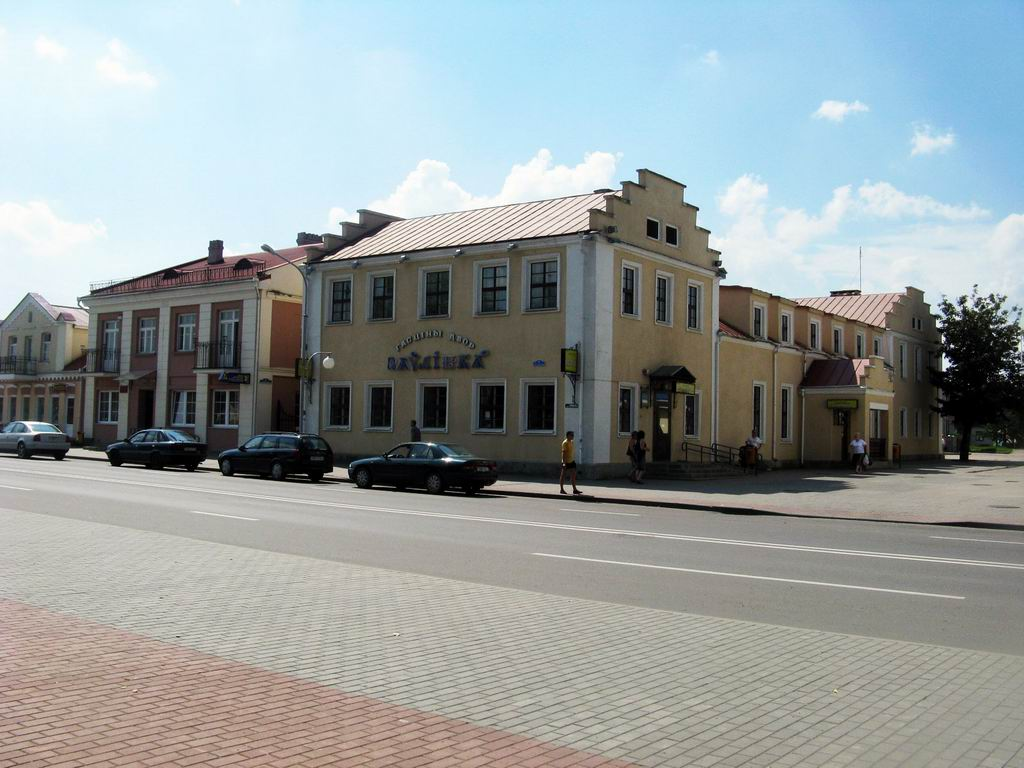
Гостиница «Паўлінка»
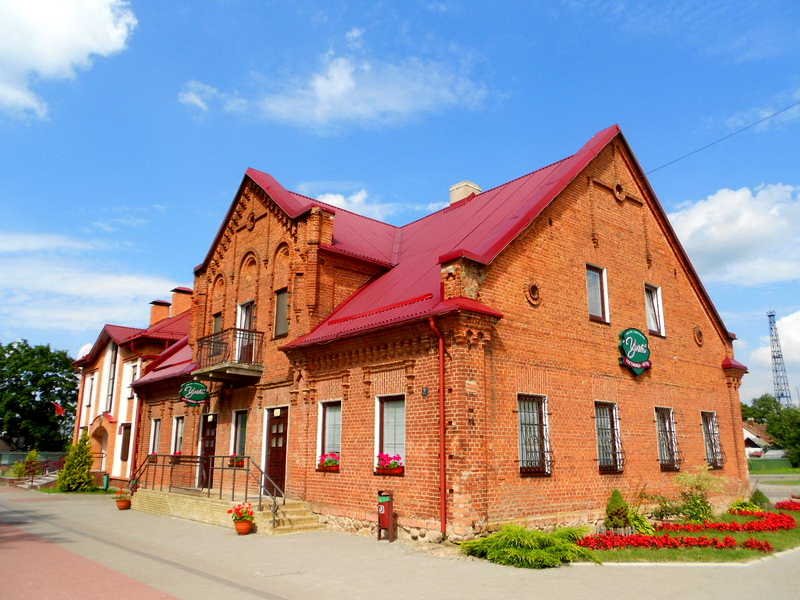
Гостиница "Уют"
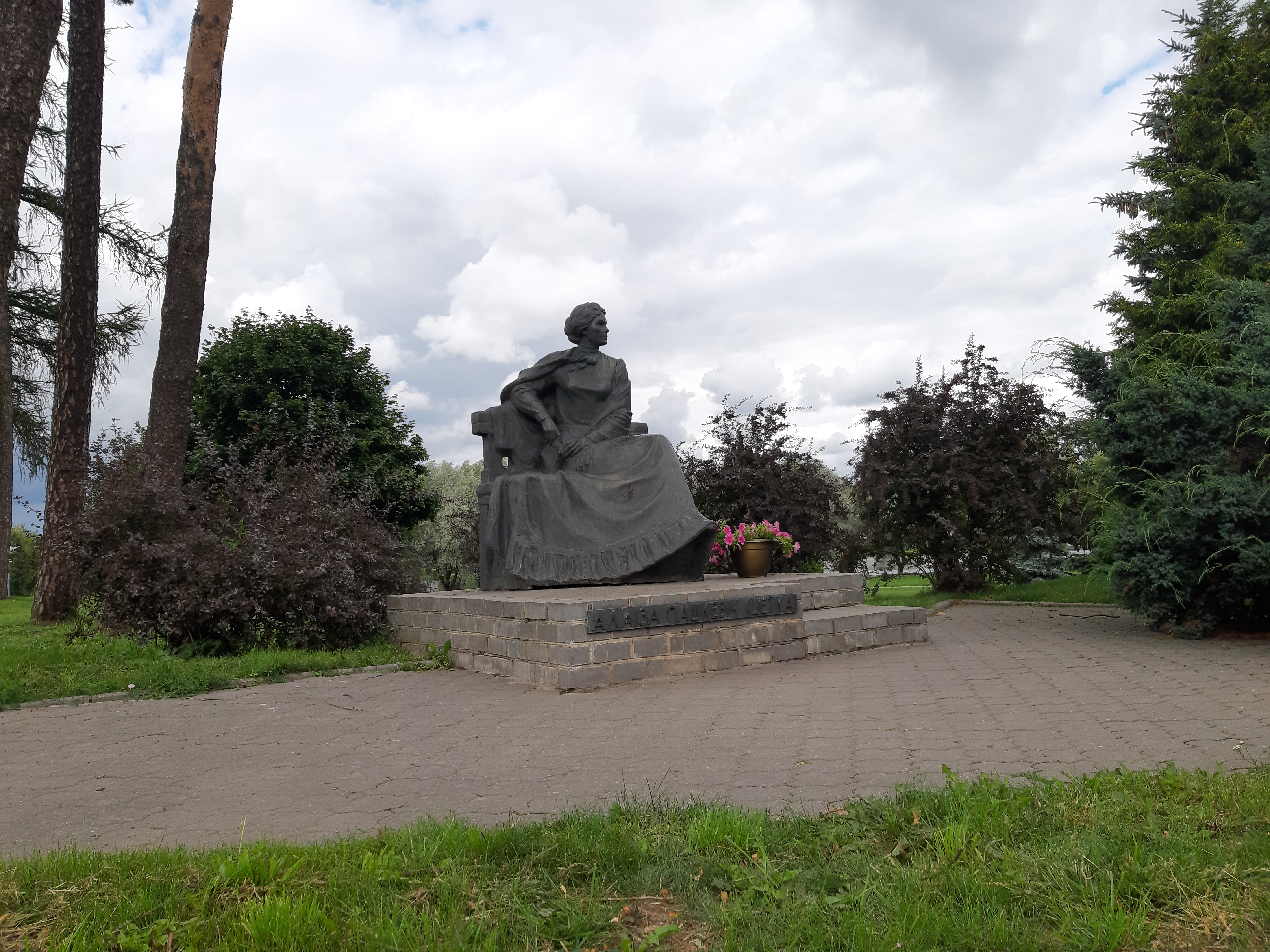
Памятник Э. Пашкевич
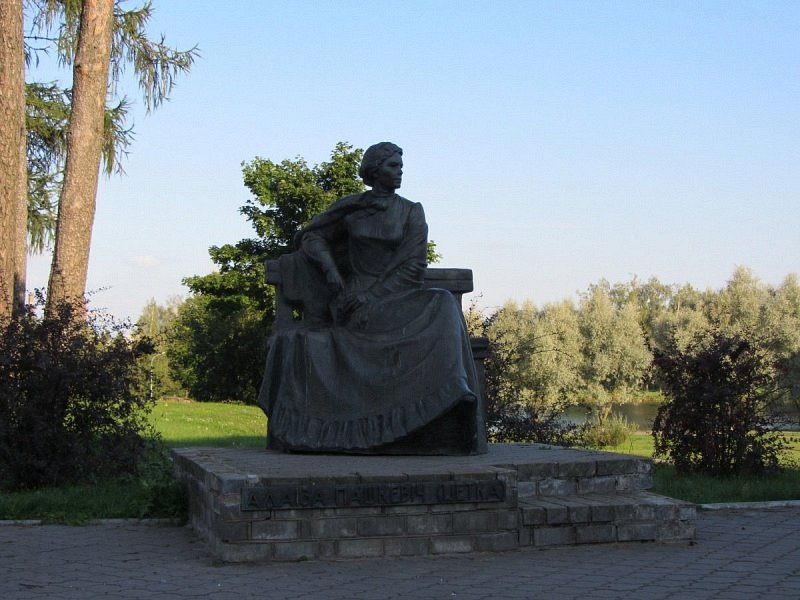
Памятник А. Пашкевич
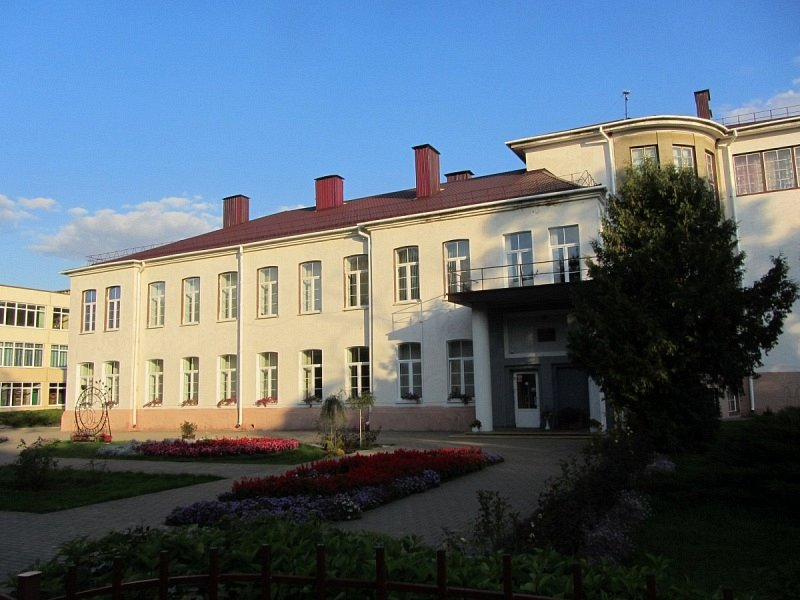
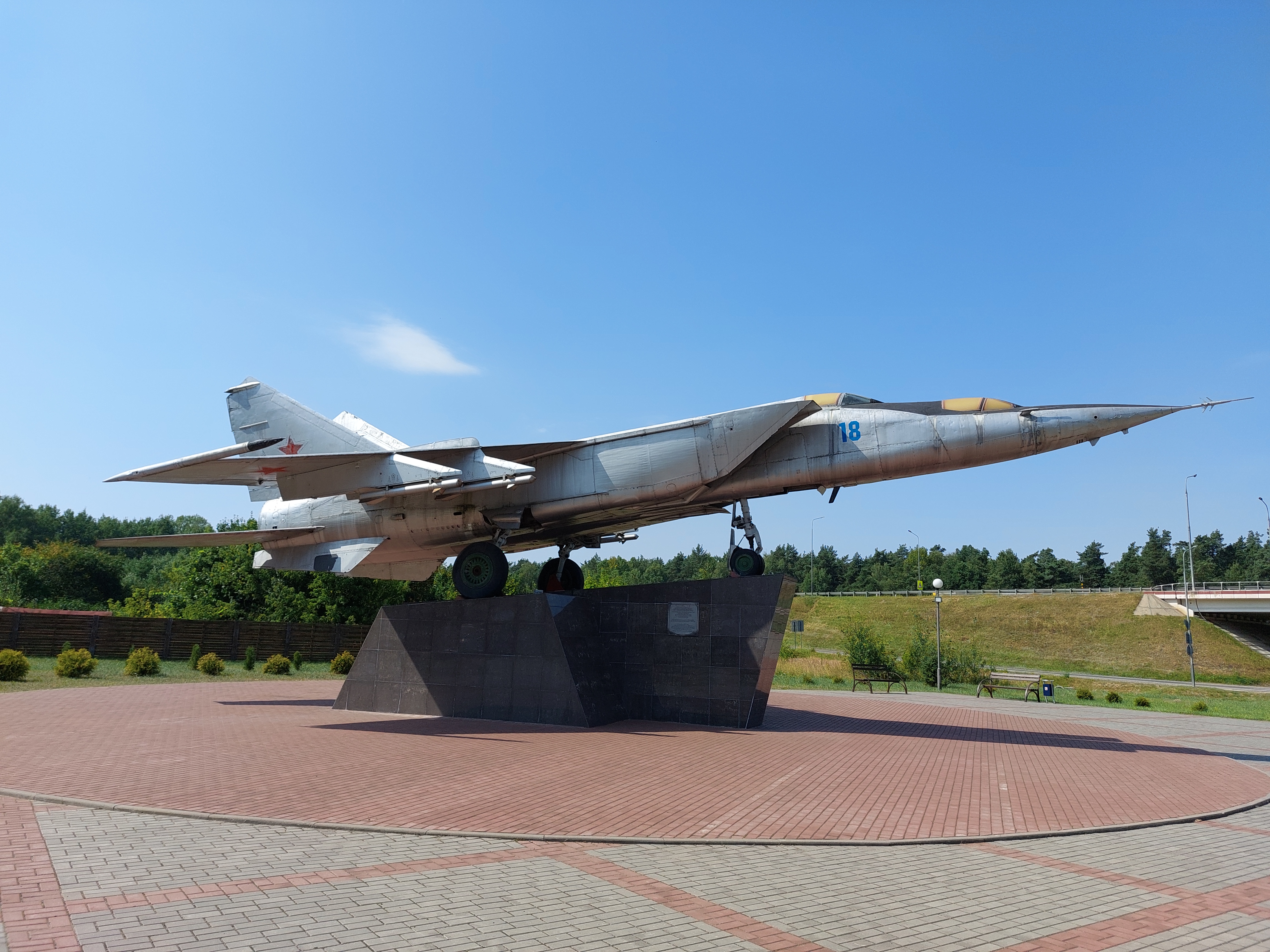
Самолёт-памятник МиГ-25ПУ

## Спорт
В городе расположены футбольный клуб «Автопровод» (Щучин), а также футбольная команда по мини-футболу «Щучин».
В городе функционируют комплексная ДЮСШ № 1. Имеется стадион, стадион с искусственным полем, стадион по пляжному футболу и мини-стадион.
На постоянной основе на протяжении многих десятилетий работает Зал Единоборств в здании бывшей казармы, спортивные достижения многих юниоров ставших чемпионами мира по таиландскому боксу связаны с именем Шурупов В.Б. в честь которого и назван Спортивный Клуб как объединение по интересам при отделении спортивно технического творчества ГУО " Щучинский дворец творчества детей и молодежи"

## В филателии и нумизматике
- 4 августа 2015 года Министерство связи и информатизации Республики Беларусь выпустил в обращение почтовую марку «Герб Щучина» из серии «Гербы городов Беларуси»[19].
- 20 августа 2015 года выпущен в обращение конверт с оригинальной маркой «День белорусской письменности в Щучине»[20].

## Международное сотрудничество
Города-побратимы
- Щучин, Польша
- Гурьевск, Россия